# محوطه حسن دیرمانی ۵
محوطه حسن دیرمانی ۵ مربوط به عصر آهن دو وIII- دوران‌های تاریخی پس از اسلام است و در شهرستان طوالش، بخش مرکزی، روستای حسن دیرمانی واقع شده و این اثر در تاریخ ۲۲ مرداد ۱۳۸۴ با شمارهٔ ثبت ۱۳۲۲۵ به‌عنوان یکی از آثار ملی ایران به ثبت رسیده است.